# Maria (Bizzey & Ronnie Flex)
Maria is een lied van de Nederlandse rappers Bizzey en Ronnie Flex in samenwerking met de Nederlandse producer Jack $hirak. Het werd in 2018 als single uitgebracht.

## Achtergrond
Maria is geschreven door Leo Roelandschap, Ronell Plasschaert en Julien Willemsen en geproduceerd door Ronnie Flex en Jack $hirak. Het is een nummer uit het genre nederhop. In het lied rappen de artiesten over een vrouw die mooi is en ze graag zouden willen leren kennen.
Het is de eerste keer dat de drie artiesten tegelijkertijd met elkaar samenwerken. Wel werd er onderling al samengewerkt. Zo hadden Bizzey en Ronnie Flex eerder samen een bijdrage geleverd aan de remixversie van het lied Wine slow. Na Maria herhaalden ze de samenwerking op Doorheen. Met Jack $hirak had Bizzey nog geen nummer gemaakt, maar herhaalde hij na Maria de samenwerking wel op My money. Ronnie Flex en Jack $hirak stonden eerder samen op Miljonair en herhaalden de samenwerking op Uhuh, Als je bij me blijft en Baddie.

## Hitnoteringen
De artiesten hadden succes met het lied in de hitlijsten van Nederland. Het piekte op de tiende plaats van de Nederlandse Single Top 100 en stond zestien weken in deze hitlijst. Er was geen notering in de Nederlandse Top 40; het kwam hier tot de derde positie van de Tipparade.